# El Cuatro, Puebla
El Cuatro är en ort i Mexiko.   Den ligger i kommunen Atempan och delstaten Puebla, i den sydöstra delen av landet, 180 km öster om huvudstaden Mexico City. El Cuatro ligger 2 326 meter över havet och antalet invånare är 474.
Terrängen runt El Cuatro är lite bergig, och sluttar norrut. Runt El Cuatro är det ganska tätbefolkat, med 134 invånare per kvadratkilometer. Närmaste större samhälle är Teziutlan, 10,7 km öster om El Cuatro. I omgivningarna runt El Cuatro växer huvudsakligen savannskog.